# Coppa continentale di atletica leggera 2018
La Coppa continentale di atletica leggera 2018 (in inglese 2018 IAAF Continental Cup) è stata la terza e ultima edizione della Coppa continentale di atletica leggera, competizione internazionale organizzata dalla IAAF. L'evento ha avuto luogo presso il Městský stadion di Ostrava (Repubblica Ceca) dall'8 al 9 settembre 2018.

## Classifica
| Posizione | Squadra       | Punti |
| --------- | ------------- | ----- |
| 1         | Americhe      | 262   |
| 2         | Europa        | 233   |
| 3         | Asia-Pacifico | 188   |
| 4         | Africa        | 142   |

## Risultati individuali

### Uomini
| Specialità | Oro                                                          | Prestazione | Argento                                                                  | Prestazione | Bronzo                                                           | Prestazione |
| Corse piane |                                                              |             |                                                                          |             |                                                                  |             |
| 100 m | Noah Lyles Americhe                                          | 10"01       | Su Bingtian Asia-Pacifico                                                | 10"03       | Akani Simbine Africa                                             | 10"11       |
| 200 m | Alonso Edward Americhe                                       | 20"19       | Ramil Guliyev Europa                                                     | 20"28       | Álex Quiñónez Americhe                                           | 20"36       |
| 400 m | Abdalelah Haroun Asia-Pacifico                               | 44"72       | Baboloki Thebe Africa                                                    | 45"10       | Nathan Strother Americhe                                         | 45"28       |
| 800 m | Emmanuel Korir Africa                                        | 1'46"50     | Clayton Murphy Americhe                                                  | 1'46"77     | Nijel Amos Africa                                                | 1'46"77     |
| 1 500 m | Elijah Manangoi Africa                                       | 3'40"00     | Marcin Lewandowski Europa                                                | 3'40"42     | Jakob Ingebrigtsen Europa                                        | 3'40"80     |
| 3 000 m | Paul Chelimo Americhe                                        | 7'52"64     | Mohammed Ahmed Americhe                                                  | 7'53"14     | Henrik Ingebrigtsen Europa                                       | 7'53"95     |
| Corse a ostacoli |                                                              |             |                                                                          |             |                                                                  |             |
| 110 hs | Sergey Shubenkov Europa                                      | 13"03       | Ronald Levy Americhe                                                     | 13"12       | Pascal Martinot-Lagarde Europa                                   | 13"31       |
| 400 hs | Abderrahman Samba Asia-Pacifico                              | 47"37       | Annsert Whyte Americhe                                                   | 48"46       | Karsten Warholm Europa                                           | 48"56       |
| 3 000 siepi | Conseslus Kipruto Africa                                     | 8'22"55     | Matthew Hughes Americhe                                                  | 8'29"70     | Yohanes Chiappinelli Europa                                      | 8'32"89     |
| Salti |                                                              |             |                                                                          |             |                                                                  |             |
| Salto con l'asta | Sam Kendricks Americhe                                       | 5,85 m      | Renaud Lavillenie Europa                                                 | 5,80 m      | Shawnacy Barber Americhe                                         | 5,65 m      |
| Salto in alto | Donald Thomas Americhe                                       | 2,30 m      | Brandon Starc Asia-Pacifico                                              | 2,30 m      | Maksim Nedasekau Europa                                          | 2,27 m      |
| Salto in lungo | Ruswahl Samaai Africa                                        | 8,16 m      | Miltiádis Tedóglou Europa                                                | 8,00 m      | Jeff Henderson Americhe                                          | 7,98 m      |
| Salto triplo | Christian Taylor Americhe                                    | 17,59 m     | Hugues Fabrice Zango Africa                                              | 17,02 m     | Arpinder Singh Asia-Pacifico                                     | 16,59 m     |
| Lanci |                                                              |             |                                                                          |             |                                                                  |             |
| Getto del peso | Darlan Romani Americhe                                       | 21,89 m     | Tomas Walsh Asia-Pacifico                                                | 21,43 m     | Michał Haratyk Europa                                            | 21,36 m     |
| Lancio del disco | Fedrick Dacres Americhe                                      | 67,97 m     | Matthew Denny Asia-Pacifico                                              | 63,99 m     | Andrius Gudžius Europa                                           | 66,95 m     |
| Lancio del martello | Dilshod Nazarov Asia-Pacifico                                | 77,34 m     | Mostafa Al-Gamel Africa                                                  | 74,22 m     | Bence Halász Europa                                              | 74,80 m     |
| Lancio del giavellotto | Thomas Röhler Africa                                         | 87,07 m     | Cheng Chao-tsun Europa                                                   | 83,28 m     | Anderson Peters Americhe                                         | 80,86 m     |
| Staffette |                                                              |             |                                                                          |             |                                                                  |             |
| Staffetta 4×100 m | Americhe Mike Rodgers Noah Lyles Yohan Blake Tyquendo Tracey | 38"05       | Europa Emre Zafer Barnes Jak Ali Harvey Yiğitcan Hekimoğlu Ramil Guliyev | 38"96       | Asia-Pacifico Trae Williams Joseph Millar Jin Su Jung Jake Doran | 39"55       |
| record mondiale; record mondiale stagionale; record africano; record asiatico; record europeo; record nord-centroamericano e caraibico; record sudamericano; record oceaniano; record dei campionati; record nazionale; record personale; record personale stagionale. |                                                              |             |                                                                          |             |                                                                  |             |

### Donne
| Specialità | Oro                                                                              | Prestazione | Argento                                                               | Prestazione | Bronzo                                                   | Prestazione |
| Corse piane |                                                                                  |             |                                                                       |             |                                                          |             |
| 100 m | Marie-Josée Ta Lou Africa                                                        | 11"14       | Dina Asher-Smith Europa                                               | 11"16       | Jenna Prandini Americhe                                  | 11"21       |
| 200 m | Shaunae Miller-Uibo Americhe                                                     | 22"16       | Dafne Schippers Europa                                                | 22"28       | Marie-Josée Ta Lou Africa                                | 22"61       |
| 400 m | Salwa Eid Naser Asia-Pacifico                                                    | 49"32       | Caster Semenya Africa                                                 | 49"62       | Stephenie Ann McPherson Americhe                         | 50"82       |
| 800 m | Caster Semenya Africa                                                            | 1'54"77     | Ajeé Wilson Americhe                                                  | 1'57"16     | Natoya Goule Americhe                                    | 1'57"36     |
| 1 500 m | Winny Chebet Africa                                                              | 4'16"01     | Shelby Houlihan Americhe                                              | 4'16"36     | Rababe Arafi Africa                                      | 4'17"19     |
| 3 000 m | Sifan Hassan Europa                                                              | 8'27"50     | Senbere Teferi Africa                                                 | 8'32"49     | Hellen Obiri Africa                                      | 8'36"20     |
| Corse a ostacoli |                                                                                  |             |                                                                       |             |                                                          |             |
| 100 hs | Danielle Williams Americhe                                                       | 12"49       | Kendra Harrison Americhe                                              | 12"52       | Pamela Dutkiewicz Europa                                 | 12"82       |
| 400 hs | Janieve Russell Americhe                                                         | 53"62       | Shamier Little Americhe                                               | 53"86       | Hanna Ryzhykova Europa                                   | 54"47       |
| 3 000 siepi | Beatrice Chepkoech Africa                                                        | 9'07"92     | Courtney Frerichs Americhe                                            | 9'15"22     | Winfred Mutile Yavi Asia-Pacifico                        | 9'17"86     |
| Salti |                                                                                  |             |                                                                       |             |                                                          |             |
| Salto con l'asta | Anzhelika Sidorova Europa                                                        | 4,85 m      | Katerina Stefanidi Europa                                             | 4,85 m      | Sandi Morris Americhe                                    | 4,85 m      |
| Salto in alto | Mariya Lasitskene Europa                                                         | 2,00 m      | Svetlana Radzivil Asia-Pacifico                                       | 1,95 m      | Levern Spencer Americhe                                  | 1,93 m      |
| Salto in lungo | Caterine Ibargüen Americhe                                                       | 6,93 m      | Brooke Stratton Asia-Pacifico                                         | 6,71 m      | Malaika Mihambo Europa                                   | 6,86 m      |
| Salto triplo | Caterine Ibargüen Americhe                                                       | 14,76 m     | Olga Rypakova Asia-Pacifico                                           | 14,26 m     | Paraskeuī Papachristou Europa                            | 14,22 m     |
| Lanci |                                                                                  |             |                                                                       |             |                                                          |             |
| Getto del peso | Gong Lijiao Asia-Pacifico                                                        | 19,63 m     | Raven Saunders Americhe                                               | 19,74 m     | Christina Schwanitz Europa                               | 19,73 m     |
| Lancio del disco | Yaimé Pérez Americhe                                                             | 65,30 m     | Sandra Perković Europa                                                | 68,44 m     | Chen Yang Asia-Pacifico                                  | 63,34 m     |
| Lancio del martello | DeAnna Price Americhe                                                            | 75,46 m     | Anita Włodarczyk Europa                                               | 73,45 m     | Luo Na Asia-Pacifico                                     | 67,39 m     |
| Lancio del giavellotto | Lü Huihui Asia-Pacifico                                                          | 63,88 m     | Christin Hussong Europa                                               | 62,96 m     | Kara Winger Americhe                                     | 60,38 m     |
| Staffette |                                                                                  |             |                                                                       |             |                                                          |             |
| Staffetta 4×100 m | Americhe Ángela Tenorio Shaunae Miller-Uibo Jenna Prandini Vitória Cristina Rosa | 42"11       | Europa Kristal Awuah Imani Lansiquot Bianca Williams Dina Asher-Smith | 42"55       | Asia-Pacifico Kong Lingwei Wei Yongli Ge Manqi Yuan Qiqi | 42"93       |
| record mondiale; record mondiale stagionale; record africano; record asiatico; record europeo; record nord-centroamericano e caraibico; record sudamericano; record oceaniano; record dei campionati; record nazionale; record personale; record personale stagionale. |                                                                                  |             |                                                                       |             |                                                          |             |

### Misto
| Specialità | Oro                                                                                   | Prestazione | Argento                                                                 | Prestazione | Bronzo                                                                    | Prestazione |
| Staffette |                                                                                       |             |                                                                         |             |                                                                           |             |
| Staffetta 4×400 m | Americhe Christian Taylor Luguelín Santos Stephenie Ann McPherson Shaunae Miller-Uibo | 3'13"01     | Africa Christine Botlogetswe Chidi Okezie Caster Semenya Baboloki Thebe | 3'16"19     | Asia-Pacifico Steven Solomon Murray Goodwin Anneliese Rubie Ella Connolly | 3'18"55     |
| record mondiale; record mondiale stagionale; record africano; record asiatico; record europeo; record nord-centroamericano e caraibico; record sudamericano; record oceaniano; record dei campionati; record nazionale; record personale; record personale stagionale. |                                                                                       |             |                                                                         |             |                                                                           |             |